# Episodi di Æon Flux (prima stagione)
La prima stagione della serie televisiva Æon Flux, composta da sei mini-episodi, è stata trasmessa negli Stati Uniti, da MTV, dal 30 novembre 1991 al 5 gennaio 1992. Andati in onda all'interno del programma Liquid Television, i sei segmenti che compongono la prima stagione hanno tutti una durata di circa 2 minuti, ma con l'uscita dei DVD della serie, il 13 febbraio 2005, gli episodi sono stati raccolti in un unico episodio pilota da 12 minuti.
In Italia è stata trasmessa su MTV l'11 gennaio 1998.
| Nº | Titolo | Prima TV USA     | Prima TV Italia |
| -- | ------ | ---------------- | --------------- |
| 1  | N/A    | 30 novembre 1991 | 11 gennaio 1998 |
| 2  | N/A    | 7 dicembre 1991  | 11 gennaio 1998 |
| 3  | N/A    | 14 dicembre 1991 | 11 gennaio 1998 |
| 4  | N/A    | 21 dicembre 1991 | 11 gennaio 1998 |
| 5  | N/A    | 28 dicembre 1991 | 11 gennaio 1998 |
| 6  | N/A    | 5 gennaio 1992   | 11 gennaio 1998 |

## Trama

Æon Flux in una scena dell'ultimo mini-episodio

L'episodio inizia con Æon Flux che blocca una mosca con le sue ciglia. La scena di sposta immediatamente verso una lotta tra Æon (agente Monican che deve uccidere un ufficiale di Bregna) e alcuni soldati, anche se molti di loro sono già malati e muoiono per una strana malattia portata da un insetto azzurro. Trevor Goodchild, scienziato e presidente di Bregna, trova uno degli insetti e lo porta in cima all'edificio dove sta dormendo il bersaglio di Æon; usa la tossina infettiva dell'insetto per creare un antidoto che testa prima su sé stesso e poi su una donna. Æon, che intanto è salita sul tetto, ha calpestato accidentalmente un chiodo con uno stivale, e mentre si prepara a uccidere il suo obiettivo affonda inavvertitamente il chiodo: per il dolore perde l'equilibrio e cade dall'edificio, morendo sul colpo. Le autorità Monican distruggono il suo corpo e bruciano il suo appartamento.
Trevor viene acclamato come un eroe per aver sviluppato una cura per il virus, tanto che il suo volto viene incluso nella valuta del paese. Nel finale, un ragazzo acquista una rivista per feticisti del piede che ritrae Æon sulla copertina; contemporaneamente, Æon entra in un bizzarro mondo onirico in cui un uomo dalla pelle blu imita l'immagine in copertina.